# Преображенское (район Москвы)
Преображе́нское — район в Восточном административном округе города Москвы, а также одноимённое внутригородское муниципальное образование. Название дано в честь села Преображенское, где была резиденция Алексея Михайловича и Петра I.
На территории района находится историческое Преображенское кладбище и Курчатовский микрорайон.

## История района
Первое упоминание о селе Преображенское датируется 1661 годом. Именно тогда здесь появились две церкви — во имя Успения Пресвятой Богородицы и Преображенская, которая и дала название селу.
Рядом с Преображенским, на правом берегу Яузы в 1657 году царь Алексей Михайлович построил Преображенский дворец.
В 1672 году при царе Алексее Михайловиче Романове в селе был основан первый русский профессиональный театр, как его тогда называли, «Комедийная хоромина».
18 ноября 1699 года здесь начались секретные переговоры между Петром Первым и западными посольствами. 22 ноября 1699 года, усилиями Иоганна Рейнгольда Паткуля, здесь был подписан союз между Данией, Россией, Саксонией и Польско-Литовской унией против Швеции, вскоре после чего началась Северная война.
Район считается колыбелью русской армии и флота. Здесь прошли детские годы Петра I, который был сослан сюда вместе со своей матерью Натальей Кирилловной Нарышкиной по приказу царевны Софьи. Здесь формируются знаменитый потешный» полк — Преображенский. Протекающая рядом река Яуза фактически стала местом, где Пётр I начал претворять в жизнь идею о создании русского флота: именно здесь был спущен на воду знаменитый ботик Петра Великого, «дедушка русского флота».

### Создание района
В 1991 году Москва была разделена на административные и муниципальные округа, тогда же был создан временный муниципальный округ «Черкизово», входящий в состав Восточного административного округа Москвы. После принятия 5 июля 1995 года закона «О территориальном делении города Москвы» данный муниципальный округ был практически в неизменных границах преобразован в район «Преображенское».
Таким образом, исторический район «Черкизово» входит в административный район «Преображенское».

## Население
| 2002    | 2010    | 2011    | 2012    | 2013    | 2014    | 2015    |
| ------- | ------- | ------- | ------- | ------- | ------- | ------- |
| 80 827  | ↗83 507 | ↗83 742 | ↗84 127 | ↗85 534 | ↗86 567 | ↗87 328 |
| 2016    | 2017    | 2018    | 2019    | 2020    | 2021    | 2023    |
| ↗88 266 | ↗88 627 | ↗90 017 | ↗91 503 | ↗91 574 | ↘88 453 | ↘87 630 |
| 2024    |         |         |         |         |         |         |
| ↗87 933 |         |         |         |         |         |         |

### Национальный состав
По итогам переписи населения 2020 года проживали следующие национальности (национальности менее 0,1 % и другое, см. в сноске к строке «Другие»):
| Национальность | Численность, чел. | Доля     |
| -------------- | ----------------- | -------- |
| Русские        | 64 463            | 72,88 %  |
| Татары         | 501               | 0,57 %   |
| Армяне         | 486               | 0,55 %   |
| Украинцы       | 377               | 0,43 %   |
| Евреи          | 282               | 0,32 %   |
| Азербайджанцы  | 222               | 0,25 %   |
| Узбеки         | 216               | 0,24 %   |
| Киргизы        | 202               | 0,23 %   |
| Таджики        | 187               | 0,21 %   |
| Грузины        | 141               | 0,16 %   |
| Белорусы       | 90                | 0,10 %   |
| Другие         | 21 286            | 24,06 %  |
| Итого          | 88 453            | 100,00 % |

## Инфраструктура

### Спорт
На территории района, в Черкизове, располагается футбольный стадион «РЖД Арена», где выступает футбольный клуб «Локомотив» и проводятся матчи уровня вплоть до Лиги чемпионов УЕФА.

### Храмы
В районе имеется два православных храма.
- Храм Ильи Пророка в Черкизове был построен в 1690 году. В настоящее время, после ряда перестроек, — одноглавый храм с шатровой колокольней в русском стиле. Главный престол — Воздвижения Креста Господня. Приделы: Пророка Илии (южный) и Святителя Алексия, митрополита Московского (северный).
- Храм Преображения Господня в Преображенском был построен в 1765—1768 годах, разрушен в 1964 и восстановлен в 2015 году.

 Объект культурного наследия № 7710963000

## Транспорт
Преображенское входит в состав Восточного административного округа Москвы, занимает территорию в 561.4 гектара, имеет 54 улицы и 2 станции метро. Район расположен с двух сторон Щёлковского шоссе и ограничен Московским скоростным диаметром и набережной Ганнушкина.
Через Преображенское проходят несколько больших транспортных артерий. Несколько мостов через реку Яузу соединяют Преображенское с соседним районом Сокольники: Матросский, Глебовский, Преображенский метромост.
ТПУ Черкизово находится на территории района.

### Метро
Станции метро «Преображенская площадь», «Черкизовская». Также в непосредственной близости к району находятся станции метро «Бульвар Рокоссовского», «Семёновская», «Электрозаводская».

### МЦК
Станция «Локомотив» Московского центрального кольца (МЦК).

### Железная дорога
- Восточный вокзал[27] (проектное название: Черкизовский).
- Грузовая железнодорожная станция «Черкизово».

### Наземный городской транспорт

#### Электробусы
т32, м60, м60к, 604

#### Автобусы
34; 34к; 52; 680; 230; 449; 716

#### Трамваи
2, 4л, 4п, 7, 11, 13, 36, 46.

#### Маршрутные такси
372; 469; 469к; 860; 860к; 1251к

## Парки и скверы
В районе Преображенское располагаются Детский Черкизовский парк, несколько скверов — Северный Хапиловский и Южный Хапиловский, сквер по улице Алымова, сквер на Преображенской площади, а также рекреационное пространство на набережной Шитова.
Детский Черкизовский парк (8,9 Га) — основан, по историческим свидетельствам, в 1895 году, когда был расчищен и облагорожен находившейся на этом месте сосновый бор и проложены первые пешеходные дорожки. С 1936 года зеленая территория была «отдана» детям и подросткам: в парке появилось несколько детских площадок, карусели и качели, лесенки и горки. Вдоль западной границы парка, как и раньше, располагается Черкизовский пруд (прежде назывался Архиерейским). Долгое время парк не модернизировался и к началу 2000-х окончательно обветшал. Масштабное благоустройство, которое затронуло всю парковую инфраструктуру, прошло в 2019 году. Работы проводились в рамках программы создания комфортной городской среды «Мой район». В парке появился кластер альтернативных видов спорта площадью более 4 тысяч квадратных метров: скейт-парк, памп-трек, многофункциональная игровая площадка, зона воркаут, площадка со столами для настольного тенниса, беговая и вело- дорожки. В парке также располагаются три детские площадки, дворец творчества детей и молодёжи с амфитеатром, площадка для выгула собак. Особенностью парка является профессиональный стадион для регби с трибунами. Есть парковки для велосипедов и самокатов. В «лесной» части парка находятся 6 деревянных беседок шестигранной формы.
Сквер на Преображенской площади — небольшая зелёная зона рядом со станцией метро «Преображенская площадь» на пересечении улиц Большая Черкизовская и Преображенский Вал. На территории располагаются храм Преображения Господня (взорван в 1945 году, восстановлен в 2015 году) и памятник воинам Преображенского полка.
Сквер по улице Алымова находится на пересечении улицы Алымова с улицей Краснобогатырская. В сквере располагаются детская площадка, спортивная площадка, проложена велодорожка. Был благоустроен в 2018 году специалистами ГБУ «Автомобильные дороги ВАО».
Северный Хапиловский сквер расположен между улицами Преображенский Вал и Девятая Рота. Название связано с протекающей в этом месте рекой Хапиловка. Считается, что когда-то здесь находилось старообрядческое село и работала ветряная мельница мельника Хапило (отсюда пошло название реки). В южной части сквера (во дворе дома №26 по ул. Преображенский Вал) установлены несколько фигур сказочных персонажей — так называемое «Царство мельника Хапило» (установлен путевой камень с соответствующей надписью). Скульптурная группа появилась в 2008 году. Сквер был благоустроен в 2017 году, сейчас хорошо озеленён, обладает развитой инфраструктурой — здесь есть детская площадка, воркаут, хоккейная коробка, площадка для выгула собак.
Южный Хапиловский сквер — зелёная зона по улице Измайловский Вал (в районе дома №7). Представляет собой озеленённую территорию без какой-либо прогулочной инфраструктуры. Длительное время не благоустраивался.
Набережная Шитова — общественное пространство у Черкизовского пруда. Согласно одной из точек зрения, Черкизовский пруд — один из самых старых столичных водоёмов, появившийся ещё в XIV веке. Прежде назывался Архиерейским прудом. Имеет вытянутую форму, ориентировочные размеры — около 800 метров в длину, около 50 метров в ширину. Впервые за долгое время был благоустроен в 2008 году. В 2019 году в рамках программы создания комфортной городской среды «Мой район» была полноценно благоустроена набережная Шитова, проходящая по западной границе пруда от улицы Большая Черкизовская до улицы Тюменская. Проект общественного пространства был создан Институтом градостроительного и системного проектирования. Причал и терраса на набережной были реконструированы: для прогулок у воды появилась деревянная тропа, установленная на сваях. На пруду обустроили биоплато. Летом на пруду функционирует фонтан. Есть велодорожка длиной примерно 1,5 км — она соединяет набережную с Детским Черкизовским парком. На территории, прилегающей к набережной, располагаются детские и спортивные площадки, есть зона воркаут, столы для пинг-понга, мебельные группы для игры в шахматы. На набережной в районе дома №12 по улице Халтуринская сохранилась историческая голубятня; в 2019 году её модернизировали.

## Районная пресса
На территории района располагается здание телекомпании «Мир».